# معركة خليج ميلن
معركة خليج ميلن (بالإنجليزية: Battle of Milne Bay)‏ هي حرب نشبت في 25 أغسطس 1942 بين كل من الولايات المتحدة وأستراليا واليابان ضد ، انتهت الحرب في 7 سبتمبر 1942. كانت نتيجتها انتصار الحلفاء.
كان، المعروف أيضا باسم عملية RE من قبل اليابانيين، معركة الحملة المحيط الهادئ في الحرب العالمية الثانية - معركة ميلن باي (7 سبتمبر 1942 25 أغسطس). القوات البحرية اليابانية، والمعروفة باسم Kaigun Rikusentai (القوات البحرية الخاصة الهبوط)، هاجمت المطارات الحلفاء في خليج ميلن التي أنشئت على الطرف الشرقي من غينيا الجديدة. بسبب العمل الاستخباري الفقراء، وأخطأت اليابانيين حجم الحامية في الغالب الأسترالية و، معتبرا أن المطارات ودافع فقط من قبل اثنين أو ثلاث شركات، هبطت في البداية قوة يعادل تقريبا في حجم لكتيبة واحدة في 25 آب 1942. والحلفاء، محذر من قبل المخابرات من الترا، عززت بشكل كبير الحامية.
وعلى الرغم من تعرضه لانتكاسة كبيرة في البداية، عندما كان جزءا من قوة الغزو الحرفية هبوطه دمرت من قبل طائرات الحلفاء لأنها حاولت الهبوط على الساحل خلف المدافعين الأسترالي، واليابانية دفعت بسرعة الداخلية وبدأ تقدمهم نحو المطارات. وجاء القتال العنيف لأنها واجهت قوات الميليشيا الأسترالية التي شكلت خط الدفاع الأول. وقد دفعت هذه القوات بشكل مطرد إلى الوراء، ولكن جلبت الأستراليين إلى الأمام وحدات الثانية المخضرم الأسترالية قوة الإمبراطورية أن اليابانيين لم يكن يتوقع. ساعد الحلفاء التفوق الجوي ترجيح كفة الميزان، وتقديم الدعم الوثيق للقوات في القتال واستهداف الخدمات اللوجستية اليابانية. يجدون أنفسهم يفوق عدد، وتفتقر إلى الإمدادات وتعاني خسائر فادحة، انسحب اليابانية قواتهم، مع القتال يقترب من نهايته في 7 سبتمبر 1942.
وتعتبر معركة لتكون الأولى من نوعها في حملة المحيط الهادئ في قوات الحلفاء التي هزم بشكل حاسم القوات البرية اليابانية. على الرغم من أن القوات البرية اليابانية قد شهدت انتكاسات المحلية في أماكن أخرى في المحيط الهادئ في الحرب في وقت سابق، على عكس ميلن في خليج، وهذه الإجراءات لا أجبروهم على الانسحاب الكامل والتخلي عن الهدف الاستراتيجي. نتيجة المعركة، وتعززت معنويات الحلفاء وتم تطويره ميلن خليج إلى قاعدة الحلفاء الكبرى، التي كانت تستخدم لشن عمليات لاحقة في المنطقة.